# 维勒讷沃叙费尔
维勒讷沃叙费尔（法語：Villeneuve-sur-Fère，意为“费尔上方的新城”）是法国上法兰西大区埃纳省的一个市镇，属于蒂耶里堡区和蒂耶里堡县。该市镇2009年时的人口为285人。

## 地名
与通常在法语地名中表示“在……河畔”之意的“sur”不同，该地名Villeneuve-sur-Fère中的“sur”意为“在……上方”，表示名为维勒讷沃（Villeneuve，意为“新城”）的该地与费尔（Fère）的位置关系，并以“费尔上方的维勒讷沃”之名区分其他的“维勒讷沃”，且事实上在该地附近也并无“费尔河”存在。

## 人口
维勒讷沃叙费尔人口变化图示
| 数据来源：INSEE |